# Moumouni Dagano
Beli Moumouni Dagano (3 de enero de 1981, Uagadugú) es un exfutbolista burkinés. Su último club fue Qatar SC, de la Liga de Qatar.

## Carrera
En junio de 2006 fue sometido a una cirugía del tendón de cuádriceps. El 11 de febrero de 2007 regresó a la cancha.

## Selección nacional
Debutó en 1999 con la selección de fútbol de Burkina Faso. Ha jugado 61 partidos internacionales y ha anotado 31 goles. Fue miembro de la selección de Burkina Faso en 2004 que participó en la Copa Africana de Naciones, en la que terminó último en su grupo en la primera ronda de la competencia.

## Clubes
| Club                   | País            | Año         |
| ---------------------- | --------------- | ----------- |
| Stella Club d'Adjamé   | Costa de Marfil | 1998        |
| JC Bobo Dioulasso      | Burkina Faso    | 1999        |
| Etoile Filante         | Burkina Faso    | 1999-2000   |
| KFC Germinal Beerschot | Bélgica         | 2000-2001   |
| KRC Genk               | Bélgica         | 2001-2003   |
| En Avant de Guingamp   | Francia         | 2003-2006   |
| FC Sochaux-Montbéliard | Francia         | 2006-2008   |
| Al-Khor SC             | Qatar           | 2008-2010   |
| Al-Sailiya             | Qatar           | 2010-2011   |
| Al-Khor SC             | Qatar           | 2011 - 2012 |
| Al-Duhail SC           | Qatar           | 2012        |
| Al-Sailiya             | Qatar           | 2013 - 2014 |
| Al-Shamal              | Qatar           | 2015        |
| Qatar SC               | Qatar           | 2016        |

## Palmarés

### Campeonatos nacionales
| Título          | Club       | País    | Año  |
| --------------- | ---------- | ------- | ---- |
| Jupiler League  | KRC Genk   | Bélgica | 2002 |
| Copa de Francia | FC Sochaux | Francia | 2007 |